# Pamela Weight
Pamela Weight é uma ex-patinadora artística britânica. Weight competiu na dança no gelo. Ela conquistou com Paul Thomas uma medalha de ouro e uma de prata em campeonatos mundiais, e uma medalha de ouro e uma de prata em campeonatos europeus, e foram campeões uma vez do campeonato nacional britânico.

## Principais resultados

### Com Paul Thomas
| Resultados           | Resultados       | Resultados      | Resultados    | Resultados    | Resultados    | Resultados    | Resultados    | Resultados    | Resultados    | Resultados    | Resultados    | Resultados    | Resultados    | Resultados    | Resultados    | Resultados    |
| Internacional        | Internacional    | Internacional   | Internacional | Internacional | Internacional | Internacional | Internacional | Internacional | Internacional | Internacional | Internacional | Internacional | Internacional | Internacional | Internacional | Internacional |
| Evento/Temporada     | 1954– 1955       | 1955– 1956      |               |               |               |               |               |               |               |               |               |               |               |               |               |               |
| -------------------- | ---------------- | --------------- | ------------- | ------------- | ------------- | ------------- | ------------- | ------------- | ------------- | ------------- | ------------- | ------------- | ------------- | ------------- | ------------- | ------------- |
| Campeonato Mundial   | Medalha de prata | Medalha de ouro |               |               |               |               |               |               |               |               |               |               |               |               |               |               |
| Campeonato Europeu   | Medalha de prata | Medalha de ouro |               |               |               |               |               |               |               |               |               |               |               |               |               |               |
| Nacional             |                  |                 |               |               |               |               |               |               |               |               |               |               |               |               |               |               |
| Campeonato Britânico |                  | Medalha de ouro |               |               |               |               |               |               |               |               |               |               |               |               |               |               |